# Castell de Ferrières
El Castell de Ferrières (en francès: Château de Ferrières) és a la ciutat de Ferrières-en-Brie, a la regió de Sena i Marne, França. És a uns vint quilòmetres a l'est de París.
El castell, d'estil del Renaixement italià, posseeix torres quadrades en cada vèrtex. Una terrassa formal condueix a un parc enjardinat i 1,25 km² de jardins que són part d'una floresta circumdant de 30 km². L'escultura de les columnes interiors i de les cariàtides va quedar a càrrec de Charles Cordier i les pintures decoratives van ser supervisades per Eugène Lami. L'admirable hall central té 37 m de llarg i 18 m d'altura, sent el seu sostre una claraboia vidriada. L'extensa biblioteca inclou més de 8.000 volums. En complement als apartaments privats dels Rothschild o Château de Ferrières va ser construït amb vuit suites per a hostes.

## Història
Va ser construït entre 1855 i 1859 pel baró James de Rothschild. El domini dels Rothschild sobre la propietat va anar passant per línia masculina de la família d'acord amb la llei Sàlica.
El castell va ser projectat per l'arquitecte Britànic Joseph Paxton, que es va inspirar en el disseny de les Torres Mentmore a Buckinghamshire, Anglaterra, edifici que Paxton va construir per al cosí del baró James, o baró Mayer Amschel de Rothschild. En contemplar Mentmore, el baró James hauria convocat Paxton i ordenat " Constrúyame un Mentmore, però dues vegades major ".
El baró James va adquirir una vasta col·lecció d'obres d'art i estàtues que adornaven diverses sales del castell. Moltes de les escultures eren d'Alexandre Falguière i de l'italià Antonio Corradini. Els fills del baró van adquirir més tard treballs de René de Saint-Marceaux.
Durant la Guerra francoprussiana (1870 - 1871), la propietat va ser ocupada pels alemanys, havent estat llotja de les negociacions entre Otto von Bismarck, Canceller de la Federació Alemanya del Nord i el ministre de Negocis Estrangers francès, Jules Favre.
Els alemanys van tornar al castell durant l'ocupació de França a la Segona Guerra Mundial. Aquesta vegada van saquejar les seves importants col·leccions d'art. En finalitzar el conflicte, el castell va romandre desocupat hastel 1959, quan Guy de Rothschild ia la seva nova esposa, la baronessa Marie-Hélène de Zuylen van Nyeve van resoldre renovar-lo. Els seus esforços van fer que el castell es converteixi, una vegada més, en un lloc de trobada entre la noblesa europea i les estrelles dels films de Hollywood.
el 1975, Guy de Rothschild i la seva dona van donar el castell a la rectoria de la Universitat de París, i actualment està obert al públic per a visites guiades i esdeveniments especials.

## Nota
1. ↑  Cowles, Virgínia. The Rothschilds, a Family of Fortune